# Liste der Gebäude auf dem Hohentwiel zwischen 1591 und 1735
Die Liste der Gebäude auf dem Hohentwiel zwischen 1591 und 1735 stellt anhand dreier markanter und als gesichert geltender Baupläne die bauliche Entwicklung der Festung Hohentwiel dar.

## Gebäude und Bastionen

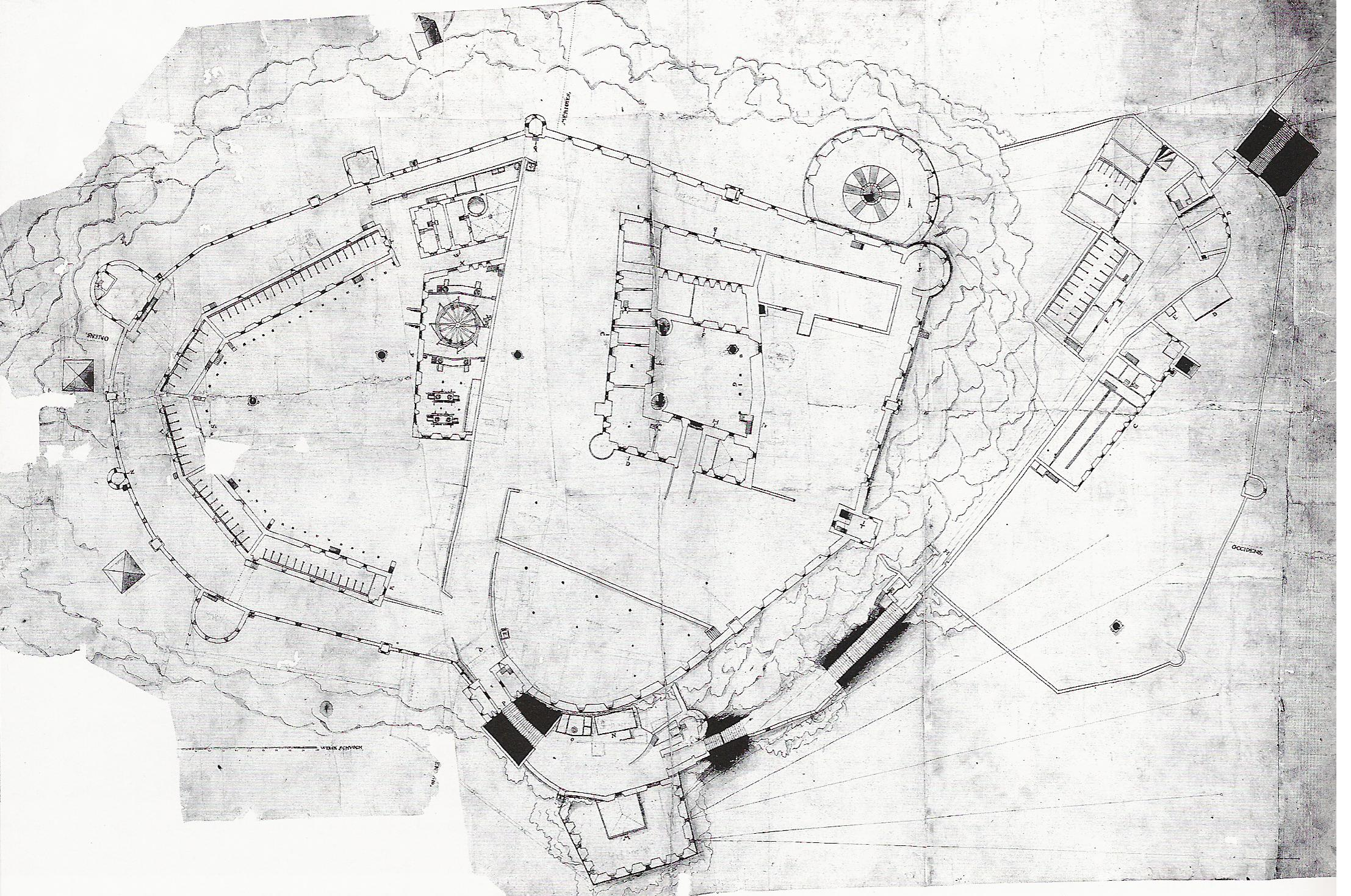
Original 1591

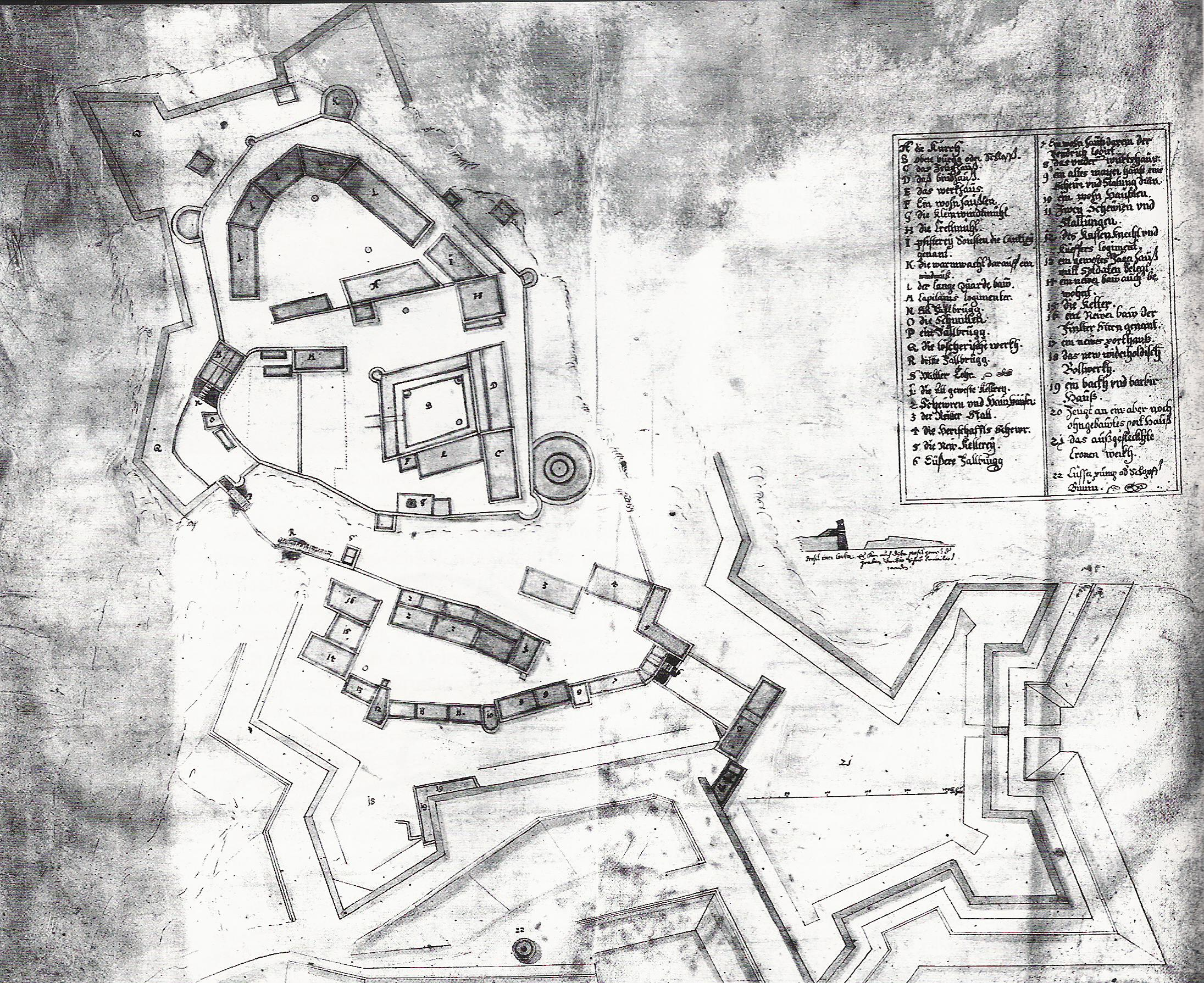
Original 1655

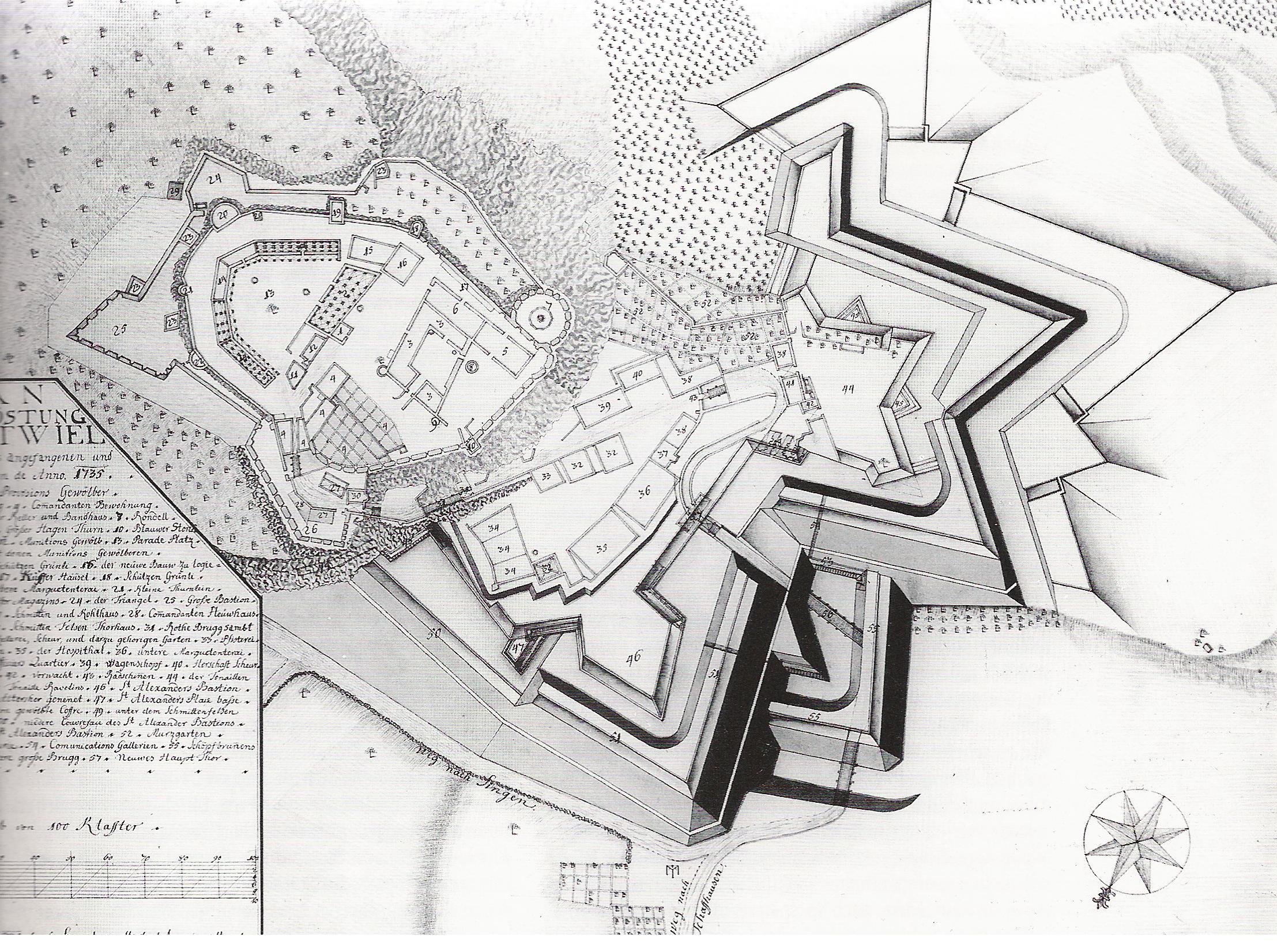
Original 1735

1591
1655
1735

| 1591                                          | 1655                                 | 1735                                               |
| --------------------------------------------- | ------------------------------------ | -------------------------------------------------- |
| 1 Herzogsschloss                              | a Schloss (Obere Burg)               | A Fürstenburg (Herzogsburg)                        |
| 2 Gebäude mit Rossmühle                       | b Kirche                             | B Kirche/Provisions-Gebäude (Lagerhalle)           |
| 3 Torhaus/Kommandantenwohnung                 | c Kommandantenwohnung                | C Kommandanten-Wohnung                             |
| 4 Zeughaus                                    | d Zeughaus                           | D Zeughaus                                         |
| 5 Bindhaus (Küferei)                          | e Bindhaus                           | E Großer Keller und Bandhaus (Küferei)             |
| 6 Rondell Augusta                             | f Rondell Augusta                    | F Rondell Augusta                                  |
| 7 Blauer Storch                               | g Blauer Storch                      | G Blauer Storch (Hochwacht, Turm)                  |
| 8 Kasernenbau                                 | h Langer Gardebau (Kaserne)          | H Fünf Kasernen                                    |
| 9 Backhaus und Kanzlei                        | i Pfisterei (Bäckerei)               | I Backhaus (Schützen Grünli)                       |
| 10 Scharfes Eck (zugeschütteter Geschützturm) | j Scharfes Eck                       | –                                                  |
| 11 Schützenkrönle (Turm)                      | k Turm                               | K Schützen Grünli (Turm)                           |
| 12 Eberhardswacht (Turm)                      | l Turm                               | L Logis-Turm                                       |
| 13 Wilhelmswacht (Großer Geschützturm)        | m Wache mit Windmühle                | M Obere Marketenderei                              |
| 14 Schauauf (Turm)                            | n Turm                               | N Kleiner Turm                                     |
| 15 Seilturm/Gutgenug                          | o Seilturm                           | O Seilturm/Gutgenug                                |
| 16 Pulvermagazin                              | p Gebäude                            | P Pulvermagazin                                    |
| 17 Bastion Schmittenfelsen                    | q Bastion                            | Q Bastion Schmittenfelsen                          |
| 18 Gebäude (zur Schmiede?)                    | r Gebäude                            | –                                                  |
| 19 Schmiede                                   | s Schmiede                           | S Schmiede                                         |
| 20 Gebäude                                    | –                                    | T Kohlhaus                                         |
| 21 Torhaus                                    | –                                    | U Schmittefelsen Torhaus                           |
| 22 Torhaus                                    | –                                    | V Rote Brücke mit Tor                              |
| 23 Gebäude                                    | w Stall                              | W Kellerei mit Scheune und Garten                  |
| 24 Gebäude                                    | x Scheune                            | X Untere Bäckerei                                  |
| 25 Gebäude                                    | y Pferdestall                        | Y Wagenschopf (Wagenhalle)                         |
| 26 Geschützturm                               | z (?) Wohnhaus                       | –                                                  |
| 27 Kelter                                     | a2 Herrschaftliche Scheune           | A2 Herrschaftliche Scheune                         |
| 28 Unteres Torhaus                            | b2 (Inneres) Unteres Torhaus         | B2 Radschinen (Torgebäude)                         |
| –                                             | c2 Kleine Windmühle                  | –                                                  |
| –                                             | d2 Gebäude                           | D2 Obere Hauptwache                                |
| –                                             | e2 Werkhaus                          | –                                                  |
| –                                             | f2 Kleines Wohnhaus                  | –                                                  |
| –                                             | g2 Gebäude                           | G2 Munitions-Gebäude                               |
| –                                             | h2 Tretmühle                         | H2 Neue Kaserne                                    |
| –                                             | i2 Bastion                           | I2 Triangel (Kleine Bastion)                       |
| –                                             | j2 Bastion                           | J2 Große Bastion                                   |
| –                                             | k2 Wohnung                           | K2 Finsterer Stern                                 |
| –                                             | l2 Kelter                            | K2 Finsterer Stern                                 |
| –                                             | m2 Finsterer Stern                   | K2 Finsterer Sterne                                |
| –                                             | n2 Scheune und Stall                 | N2 Hospital                                        |
| –                                             | o2 Mayerhaus (Gesindewohnung)        | O2 Untere Marketenderei                            |
| –                                             | p2 Wohnhaus                          | P2 Apotheke/Offizierswohnung                       |
| –                                             | q2 Wirtshaus                         | –                                                  |
| –                                             | r2 Neue Kelter                       | R2 Offiziersunterkunft                             |
| –                                             | s2 Kastenknecht- und Küferwohnung    | –                                                  |
| –                                             | t2 Jagdhaus mit Soldaten belegt      | –                                                  |
| –                                             | u2 Eugenstor                         | –                                                  |
| –                                             | v2 Gebäude                           | V2 Untere Hauptwache (Karlstor)                    |
| –                                             | w2 Back- und Barbierhaus             | –                                                  |
| –                                             | x2 Widerholtsches Bollwerk (Bastion) | X2 Alexanderbastion (Zwingebastion)                |
| –                                             | y2 (2) Gebäude (beim Westtor)        | –                                                  |
| –                                             | –                                    | Z2 Windmühlenturm                                  |
| –                                             | –                                    | A3 Großer Hagen-Turm                               |
| –                                             | –                                    | B3 Küfer Haus                                      |
| –                                             | –                                    | C3 Heuhaus des Kommandanten                        |
| –                                             | –                                    | D3 Triangel Häuschen                               |
| –                                             | –                                    | E3 Vorwache                                        |
| −                                             | –                                    | F3                                                 |
| –                                             | –                                    | G3                                                 |
| –                                             | –                                    | H3 Alexanderbastion-Kaserne                        |
| –                                             | –                                    | I3 Kaserne (im Fels)                               |
| –                                             | –                                    | J3 Untere Escarpenmauer                            |
| –                                             | –                                    | K3 Obere Escarpenmauer                             |
| –                                             | –                                    | L3 Murzgarten                                      |
| –                                             | –                                    | M3 Schöpfbrunnengallerie (Kasematte St. Henriette) |
| –                                             | –                                    | N3 Kommunikationsgallerie                          |
| –                                             | –                                    | O3 Escarpenmauer                                   |
| –                                             | –                                    | P3 Neues Haupttor (Alexandertor)                   |
| –                                             | –                                    | Q3 Altes Haupttor (Karlstor)                       |

## Sonstiges
| 1591                           | 1655                     | 1735                                    |
| ------------------------------ | ------------------------ | --------------------------------------- |
| 29 Zisterne Innenhof           | z2 Zisterne Innenhof     | R3 Zisterne Innenhof                    |
| 30 Paradeplatz                 | a3 Paradeplatz           | S3 Paradeplatz                          |
| 31 Zisternen Paradeplatz       | b3 Zisternen Paradeplatz | T3 Zisternen Paradeplatz                |
| 32 Zisterne Vorhof             | –                        | –                                       |
| 33 Brücke Festung              | c3 Zwei Brücken          | U3 Vier Brücken                         |
| 34 Brücke Vorhof               | –                        | –                                       |
| 3.1 Garten Kommandantenwohnung | Fraglich                 | C.1 Garten                              |
| –                              | d3 Schöpfbrunnen         | –                                       |
| –                              | –                        | Y3 Tenaillen-Paradeplatz (Karlsbastion) |
| –                              | –                        | Z3 Untere Große Brücke                  |